# نوميدوثيريوم
النوميدوثيريوم (الاسم العلمي: Numidotherium)، وتعني "وحش نوميديا"، والأخيرة هي اسم قديم لمنطقة التي تسمى الآن بالمغرب العربي) هو جنس منقرض من رتبة الخرطوميات ينتمي إلى فصيلة النوميدوثريوميات (الاسم العلمي: Numidotheriidae)، اكتشف سنة 1984، عاش في منتصف العصر الإيوسيني في شمال أفريقيا قبل 46 مليون سنة. وهو حيوان شبيه بالتابير. النوع Numidotherium koholense معروف من قبل هيكل عظمي كامل تقريبا وجد بالقرب من بلدة بريزينة في الجزائر. تم اكتشاف نوع جديد Numidotherium savagei في عام 1995 مع فيل آخر Barytherium grave في موقع دور الطلحة في ليبيا. تم إعادة تصنيف Numidotherium savagei إلى جنسه الخاص، Arcanotherium.